# Louis-Alexandre Bélisle
Pour les articles homonymes, voir Bélisle.
Louis-Alexandre Bélisle (7 mars 1902 à Saint-Éloi de Témiscouata, Québec, Canada - 12 septembre 1985) était un linguiste, un journaliste et un professeur universitaire canadien. Il est connu pour son Dictionnaire général de la langue française au Canada, ouvrage monumental et l'un des premiers dictionnaires à traiter de la langue française au Canada.

## Biographie
Natif de Saint-Éloi de Témiscouata au Québec (Canada), il collabore au journal Le Soleil, fonde le magazine Les Affaires et enseigne le français des affaires à l'Université Laval. Il a vécu la plus grande partie de sa vie à Sillery, aujourd'hui un quartier de Québec. 
Ayant commencé son œuvre lexicographique en 1932, il publie pour la première fois en 1944, et réédite souvent, jusqu'en 1979 lorsqu'il refond complètement son travail. 
Très engagé dans l'édition et l'imprimerie, il meurt en 1985 à l'âge de 83 ans.

## Honneurs
- Prix de la langue-française de l’Académie française en 1958
- La rue Louis-A.-Bélisle a été nommée en son honneur, en 1984, dans l'ancienne ville de Sillery, maintenant présente dans la ville de Québec
- Une plaque "Ici vécut de la ville de Québec est présente au 801, avenue Murray en son honneur, pour indiquer son ancien lieu de résidence